# Pineròl
Pineròl (italià Pinerolo, piemontès Pinareul) és un municipi italià, situat a la ciutat metropolitana de Torí, a la regió de Piemont i a la província de Torí. L'any 2007 tenia 35.143 habitants. Limita amb els municipis de Buriasco, Chantaloba, Cumiana, Frussasc, Garzigliana, Massèl, Osasco, Pinascha, Piscina, las Pòrtas, Roletto, San Pietro Val Lemina, San Secondo di Pinerolo i Scalenghe. Dues de les seves fraccions, Taluc i l'Abaïa, formen part de les Valls Occitanes.

## Administració
| Període | Identitat    | Partit         |
| ------- | ------------ | -------------- |
| 2004-   | Paolo Covato | Centreesquerra |